# Xfm (logiciel)
Pour les articles homonymes, voir Xfm (homonymie).

Xfm est un gestionnaire de fichiers libre, distribué sous la licence GNU GPL, conçu pour les systèmes d'exploitation basés sur l'environnement graphique X11. Il est disponible pour la plupart des distributions Linux.
La version originale a été réalisée par Simon Marlow, de l'Université de Glasgow. Le projet a ensuite été repris par Albert Gräf  dans le but de corriger certains bugs, et les versions ultérieurs ont été améliorées par d'autres contributeurs, tels que Robert Vogelgesang, Juan D. Martin et Till Straumann. La dernière version date de septembre 2001 et le projet ne semble plus maintenu depuis.